# Can Flixeret
Can Flixeret és una masia del poble de Bigues, en el terme municipal de Bigues i Riells, a la comarca catalana del Vallès Oriental.
Es troba en el sector central-oriental del terme municipal, a l'esquerra del Tenes i a l'extrem nord-oest del Polígon Industrial Can Barri. És a migdia de Can Quimet i al nord-est, a l'altre costat del Tenes, del Flix.